# Alana Filippi
Pour les articles homonymes, voir Filippi.
Alana Filippi, de son vrai nom Pascale Filippi,, née le 3 septembre 1960 à Paris et morte le 11 janvier 2020 au Coudray, est une parolière et chanteuse française. Elle a également utilisé le nom de scène Jeanne Ermilova.

## Biographie
Parisienne de naissance, elle suit ses parents à Nantes à l'âge de sept ans.
Parallèlement à ses études, elle suit les cours d'Art dramatique avec Jacques Couturier, co-directeur de la maison de la culture de Loire Atlantique. En juin 1980, elle sort 1er prix d'interprétation ex æquo avec Jean-Christophe Lebert. Ensuite, Pascale part suivre les cours d'Art dramatique du cours Jean Périmony à Paris. Elle prend le nom d'Alana Filippi.
Compagne du chanteur Daran avec qui elle a une fille, elle écrit de nombreux textes à succès pour Daran et les chaises.
Elle écrit des chansons pour Calogero (Face à la mer, En apesanteur), Maurane (Dernier voyage, en duo avec Daran, Les Anémones), Jenifer (J'attends l'amour, Secrets défenses), Pascal Obispo, Stanislas (Nos ecchymoses), Natasha St-Pier (Juste un besoin de chaleur, Plus simple que ça) ou encore Grégory Lemarchal (Je suis en vie),.

## Discographie
- Laissez-les moi (1993).

## Prix
- Prix Vincent-Scotto (2005) pour Face à la mer, interprété par Passi et Calogero[1].